# Таиланд на летних Олимпийских играх 1984
Таиланд принимал участие в Летних Олимпийских играх 1984 года в Монреале (Канада) в восьмой раз за свою историю, пропустив Летние Олимпийские игры 1980 года, и завоевал одну серебряную медаль. Сборную страны представляли 35 участников, из которых 10 женщин.

## Серебро
- Бокс, мужчины — Дхои Ампонмаха